# جيمس دريسكول
جيمس دريسكول (بالإنجليزية: James Driscoll)‏ هو لاعب غولف أمريكي، ولد في 9 أكتوبر 1977 في بوسطن في الولايات المتحدة.

## وصلات خارجية
- جيمس دريسكول على موقع رابطة لاعبي الغولف المحترفين (الإنجليزية)
- جيمس دريسكول على موقع التصنيف العالمي الرسمي للغولف (الإنجليزية)